# Чернохов
Чернохов (слч. Černochov) насељено је мјесто са административним статусом сеоске општине (слч. obec) у округу Требишов, у Кошичком крају, Словачка Република.

## Становништво
| Година:    | 1994. | 2004.   | 2014.   | 2024.   |
| ---------- | ----- | ------- | ------- | ------- |
| Број људи: | 238   | 223     | 203     | 187     |
| Разлика:   |       | -6,30 % | -8,96 % | -7,88 % |

| Година:    | 2023. | 2024.   |
| ---------- | ----- | ------- |
| Број људи: | 184   | 187     |
| Разлика:   |       | +1,63 % |

Према подацима о броју становника из 2011. године насеље је имало 200 становника.